# Zbrodnia w Starym Ciepielowie i Rekówce
Zbrodnia w Starym Ciepielowie i Rekówce – masowy mord dokonany przez okupantów niemieckich 6 grudnia 1942, którego ofiarą padły polskie rodziny ze Starego Ciepielowa i Rekówki podejrzewane o udzielanie pomocy Żydom.
Zbrodnia w Starym Ciepielowie i Rekówce była elementem szerszej akcji represyjnej, której celem było zastraszenie miejscowej ludności i zniechęcenie jej do udzielania pomocy żydowskim uciekinierom. W obu wsiach z rąk niemieckich żandarmów zginęło 31 Polaków, przede wszystkim z rodzin Kowalskich, Kosiorów, Obuchiewiczów i Skoczylasów. Śmierć poniosło także dwóch ukrywanych Żydów. Była to jedna z największych zbrodni popełnionych przez Niemców na Polakach, którzy udzielali pomocy Żydom.

## Geneza
Po zakończeniu kampanii wrześniowej powiat starachowicki (nazywany do 1941 iłżeckim) znalazł się w granicach dystryktu radomskiego Generalnego Gubernatorstwa. Koncentracja miejscowej ludności żydowskiej postępowała stopniowo od wiosny 1941 roku, choć dopiero 6 grudnia 1941 starosta Hans Zettelmeyer wydał zarządzenie, na mocy którego formalnie utworzone zostały getta w Starachowicach, Iłży oraz w pięciu mniejszych miejscowościach (w tym w Ciepielowie). Masowe wywózki do obozu zagłady w Treblince rozpoczęły się w październiku 1942 roku. Likwidacji uległy wówczas wszystkie getta znajdujące się na terenie powiatu, w tym tzw. getto zbiorcze w Tarłowie, gdzie na krótko przed rozpoczęciem deportacji Niemcy zgromadzili około 10 tys. Żydów z Bałtowa, Ciepielowa, Lipska, Łętkowic i Solca nad Wisłą.
Setkom Żydów udało się uniknąć wywózki do obozów zagłady i ukryć w lasach porastających tereny powiatu. Mimo surowych kar grożących za pomoc Żydom stosunkowo wielu Polaków z okolic Lipska i Ciepielowa zaangażowało się w pomoc uciekinierom. Przyczyn tego stanu rzeczy Sebastian Piątkowski i Jacek A. Młynarczyk upatrywali przede wszystkim w fakcie, iż w okresie międzywojennym nie występowały w tym rejonie poważniejsze antagonizmy na tle narodowościowym. Polskie i żydowskie rodziny, zazwyczaj zamieszkujące te ziemie od pokoleń, utrzymywały bowiem różnego rodzaju więzi sąsiedzkie i gospodarcze – nierzadko o dużym stopniu zażyłości. Ponadto okolice Iłży, Ciepielowa i Lipska uchodziły za bastion ruchu ludowego, a antysemickie ugrupowania narodowe nie uzyskały tam nigdy szerszego poparcia.
Wśród żydowskich uciekinierów znajdowało się wielu młodych mężczyzn, którzy sformowali w lasach niewielkie grupy samoobrony. Niektórzy z nich nawiązali kontakty z komunistyczną Gwardią Ludową, usiłującą w tym okresie poszerzyć swoje wpływy w powiecie starachowickim. Działania polskich i żydowskich partyzantów do tego stopnia zaniepokoiły Niemców, że władze policyjne powiatu starachowickiego podjęły decyzję o przeprowadzeniu w lasach zakrojonej na szeroką skalę obławy. Rozpoczęła się ona rankiem 29 listopada 1942 i trwała do 3 grudnia, a według niektórych świadectw – nawet do 6 grudnia. Niemiecka żandarmeria zdołała zlikwidować trzy leśne obozowiska i zabić ponad 120 uciekinierów (w tym kilku Polaków). Oddział Gwardii Ludowej dowodzony przez polskiego komunistę Stanisława Olczyka ps. „Garbaty” i żydowskiego partyzanta Chila Brawermana ps. „Baca” zdołał wyrwać się obławie, poniósł jednak ciężkie straty i w rezultacie przestał istnieć. Wśród partyzantów, którym udało wyrwać się z okrążenia, byli obaj dowódcy, choć „Baca” został przy tym ranny w rękę (według Krakowskiego obaj odnieśli ciężkie rany).
Prawdopodobnie informacje na temat polskich rodzin z okolic Ciepielowa, które udzielały pomocy Żydom, Niemcy uzyskali od osób schwytanych w trakcie obławy. Nie można także wykluczyć możliwości donosu. W konsekwencji zapadła decyzja o przeprowadzeniu pokazowej akcji represyjnej, której celem miało być zastraszenie miejscowej ludności i zniechęcenie jej do udzielania jakiegokolwiek wsparcia uciekinierom. Główną rolę w tej operacji miał odegrać około trzydziestoosobowy pododdział I Batalionu Żandarmerii Zmotoryzowanej, który od listopada 1942 kwaterował w zabudowaniach folwarku w Górkach Ciepielowskich.
W tym czasie kilka rodzin ze Starego Ciepielowa i sąsiedniej Rekówki udzielało schronienia żydowskim uciekinierom. Udało się ustalić, że w pierwszej z tych wsi Piotr i Helena Obuchiewiczowie ukrywali m.in. N.N. właściciela zakładu czapniczego w Ciepielowie. Ich sąsiedzi Kosiorowie ukrywali w swym gospodarstwie dwóch żydowskich mężczyzn. Z kolei w Rekówce, we wspólnym domu rodzin Kosiorow i Skoczylasów, ukrywały się najpierw dwie Żydówki z Ciepielowa, a następnie czterech żydowskich mężczyzn. Polskie rodziny udzielały także innym Żydom jednorazowego schronienia i pomocy żywnościowej.
Żydzi oraz ich polscy opiekunowie do pewnego stopnia zdawali sobie sprawę z grożącego im niebezpieczeństwa. Około 4 grudnia w stojącym na uboczu gospodarstwie Jana Rusina ze Starego Ciepielowa pojawiła się żydowska kobieta, która poprosiła gospodarza, aby ostrzegł rodziny udzielające pomocy Żydom, że grozi im aresztowanie. Z zeznań świadków wynika ponadto, że na krótko przed niemiecką akcją ukrywający się w tej wsi Żydzi opuścili kwatery w polskich gospodarstwach i udali się do lasu lub do jednej z sąsiednich miejscowości. Owe środki ostrożności nie zapobiegły jednak tragedii.

## Przebieg zbrodni

### Mord w Starym Ciepielowie
Wczesnym rankiem 6 grudnia 1942 około dwudziestoosobowy niemiecki oddział przybył do Starego Ciepielowa. Żandarmi udali się najpierw do stojącego na uboczu domu Antoniego Sochaja, gdzie zażądali od gospodarza wskazania domów należących do Adama Kowalskiego i Piotra Obuchiewicza. Uzyskawszy żądane informacje, natychmiast otoczyli oba gospodarstwa, a także leżące kilkaset metrów dalej gospodarstwo Władysława Kosiora. W domu Kowalskich zastali gospodarza, jego żonę Bronisławę oraz pięcioro dzieci w wieku od 1 do 16 lat, w domu Obuchiewiczów – gospodarza, jego żonę Helenę oraz czworo dzieci w wieku od 7 miesięcy do 6 lat, w domu Kosiorów – gospodarza, jego żonę Karolinę oraz sześcioro dzieci w wieku do 6 do 18 lat. Schwytania uniknął tylko kilkunastoletni syn Kowalskich, Jan, który w tym czasie terminował krawiectwo u swojego krewnego.
Prawdopodobnie we wszystkich trzech gospodarstwach żandarmi przeprowadzili gruntowną rewizję. Nie wiadomo, jakie rezultaty przyniosła ona w zabudowaniach Kowalskich i Obuchiewiczów, pewne jest natomiast, że u Kosiorów schwytano dwóch żydowskich mężczyzn, a także znaleziono książki pisane w jidysz i języku hebrajskim. Zeznania niektórych świadków wskazywały, że obaj Żydzi pojawili się w obejściu Kosiorów dopiero po jego otoczeniu przez Niemców. Mogłoby to sugerować, że dobrowolnie oddali się w ręce żandarmów, licząc, że ocalą w ten sposób swoich opiekunów. W międzyczasie żandarmi rozkazali sołtysowi Janowi Mirowskiemu udać się do sąsiedniej Rekówki i sprowadzić stamtąd Stanisława Kosiora (krewnego Kosiorów ze Starego Ciepielowa). Po drodze sołtys napotkał jednak kierującego akcją oficera, który odwołał poprzednie polecenie i rozkazał mu powrócić do domu.
Przez kilka godzin Niemcy nie podejmowali żadnych działań, ograniczając się pilnowania zatrzymanych. Adamowi Kowalskiemu pozwolono nawet nakarmić bydło. Sytuacja uległa diametralnej zmianie wczesnym popołudniem. Około godziny 13:00 małżeństwo Kosiorów wraz z dziećmi i schwytanymi Żydami zostało wyprowadzone z domu i pognane do stodoły. Następnie żandarmi rozstrzelali wszystkich zatrzymanych, a budynek podpalili. Jeden z synów Kosiora, prawdopodobnie tylko lekko ranny, zdołał wydostać się ze stodoły, a następnie wyminął niemiecki kordon i zaczął uciekać przez pole. Dysponujący samochodem żandarmi szybko go jednak schwytali, po czym żywego lub martwego wrzucili do płonącego budynku. Po zakończeniu egzekucji Niemcy gruntownie ograbili gospodarstwo.
Po zamordowaniu Kosiorów żandarmi dołączyli do swoich kolegów strzegących gospodarstw Kowalskich i Obuchiewiczów. Na miejsce kolejnej egzekucji wybrano dom tych ostatnich, gdyż leżał on nieco na uboczu, przez co jego podpalenie nie groziło rozprzestrzenieniem się pożaru na sąsiednie gospodarstwa. Żandarmi zapędzili Kowalskich i ich dzieci do domu Obuchiewiczów, a następnie rozstrzelali obie rodziny i podpalili budynek. Prawdopodobnie kilkoro rannych dzieci pozostawiono niedobite w budynku, aby spłonęły żywcem. Wiadomo, że z płonącego domu wydostała się córka Kowalskich, Janina. Zdołała jednak przebiec tylko kilkanaście metrów, po czym została zastrzelona, a jej ciało wrzucono do ognia. Gdy płomienie zaczęły dogasać, żandarmi powrócili na swój posterunek w Górkach Ciepielowskich.

### Mord w Rekówce
Jednocześnie z rozpoczęciem akcji w Starym Ciepielowie do sąsiedniej Rekówki przybył około dziesięcioosobowy oddział żandarmerii, którym dowodził podoficer nazwiskiem Bierner (pochodzący jakoby z Wiednia). Niemcy udali się do sołtysa, którego zmusili, aby wskazał im gospodarstwo zamieszkiwane przez dwie spokrewnione rodziny – Kosiorów i Skoczylasów. Udawszy się we wskazane miejsce, otoczyli zabudowania i zatrzymali wszystkie obecne w gospodarstwie osoby, tj. Stanisława i Zofię Kosiorów wraz z czwórką ich dzieci w wieku od 2 do 10 lat, Marianę Kiścińską (teściową Piotra Skoczylasa), dwunastoletnią Leokadię Skoczylas (córkę Piotra), a także dziesięcioletnią Henrykę Kordulę – dziewczynkę z sąsiedztwa, która odwiedzała w tym czasie Leokadię Skoczylas. W trakcie rewizji żandarmi odnaleźli książki należące do żydowskich uciekinierów, którym pomagali Skoczylasowie.
W tym czasie poza gospodarstwem przebywali Piotr Skoczylas, jego dwóch dorosłych synów oraz czternastoletnia córka Bronisława. Bierner postanowił wysłać za nimi w pościg kilku swoich podwładnych. Zanim jednak żandarmi zdołali wyruszyć na poszukiwania, wpadł w ich ręce Józef Skoczylas, który nieświadom rozgrywających się w rodzinnym domu wypadków wracał furmanką z miejscowej mleczarni. Po przesłuchaniu połączonym z biciem i grożeniem bronią Józef wraz z dwoma żandarmami został wysłany na poszukiwanie ojca. W jednym z gospodarstw przypadkowo napotkał swojego młodszego brata Jana, któremu Niemcy – nieświadomi z kim mają do czynienia – polecili wsiąść na wóz i pomóc w ewentualnym rozpoznaniu Piotra Skoczylasa. Bracia wraz z eskortą pojechali następnie do wsi Tymienica, gdzie przebywał senior rodu. Po dotarciu na miejsce Józef podjął udaną próbę ucieczki, w ręce żandarmów wpadł jednak jego ojciec.
W czasie gdy trwały poszukiwania do Rekówki przyjechało samochodem osobowym kilku żandarmów, którzy przekazali Biernerowi i jego podwładnym rozkaz natychmiastowego stracenia zatrzymanych. Dziewięcioro Polaków wyprowadzono z domu i pognano do stodoły. Ośmioletni Mieczysław Kosior podjął wówczas próbę ucieczki, został jednak zastrzelony. Pozostałe osoby wprowadzono do stodoły i rozstrzelano. W czasie egzekucji próbę ucieczki podjął jeden z małych synów Kosiorów, prawdopodobnie Jan, zdołał jednak przebiec tylko ok. 200 metrów, po czym dosięgły go niemieckie kule. Tomasz Kordula usiłował uratować swoją córkę, został jednak pobity i odpędzony przez jednego z żandarmów.
Jeszcze przed zakończeniem egzekucji do Rekówki powróciła fura z Piotrem i Janem Skoczylasami oraz ich niemiecką eskortą. Żandarmi, wciąż nieświadomi, kim jest młodszy z mężczyzn, odpędzili Jana, jego ojca zaprowadzili natomiast do stodoły i tam zastrzelili. Następnie gruntownie ograbili opustoszałe gospodarstwo, a stodołę wraz z ciałami ofiar podpalili.

### Ofiary

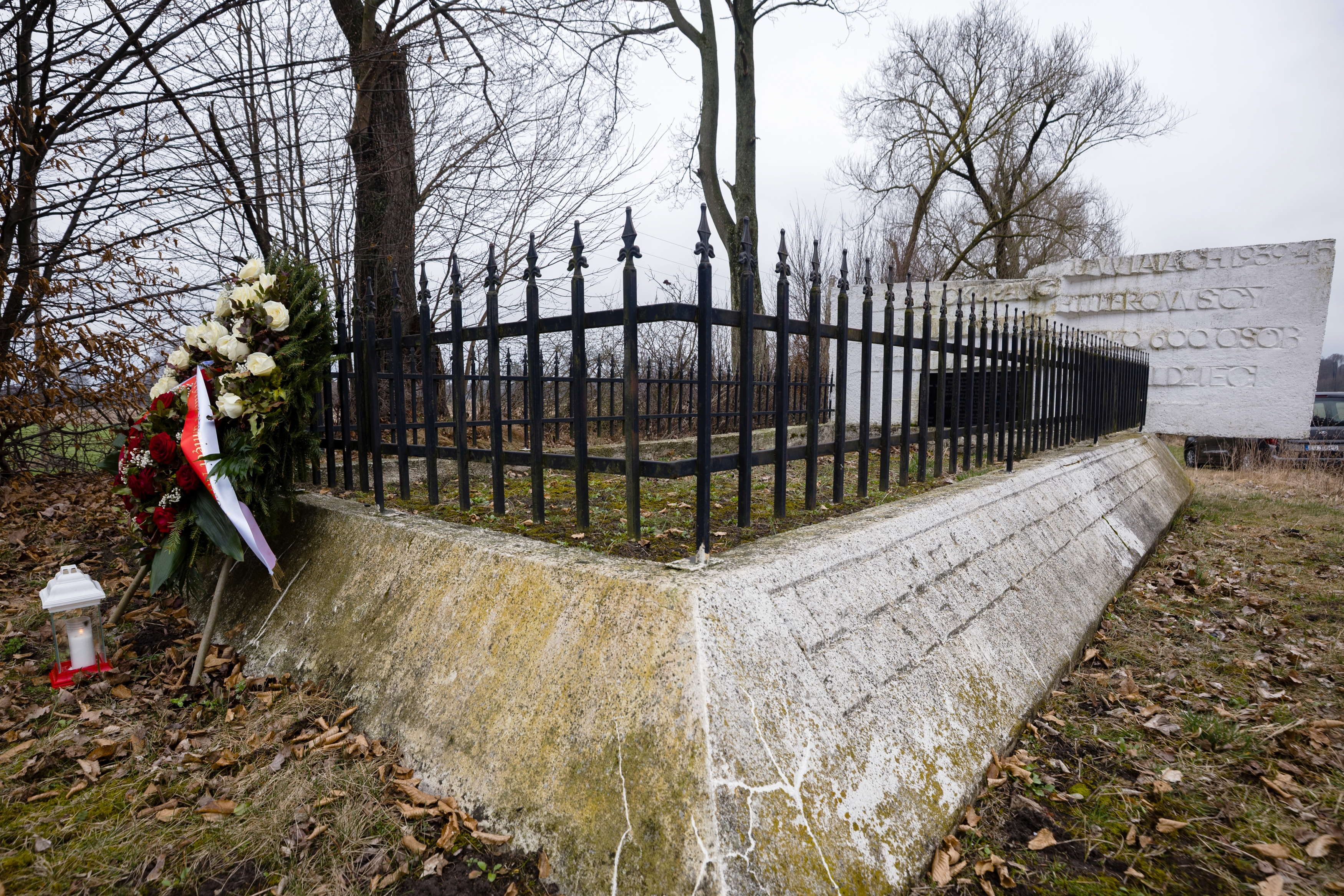
Masowy grób ofiar niemieckiego terroru w Starym Ciepielowie. Spoczywają w nim m.in. szczątki osób zamordowanych 6 grudnia 1942

6 grudnia 1942 żandarmi z posterunku w Górkach Ciepielowskich zamordowali w Starym Ciepielowie i Rekówce łącznie 33 osoby, w tym 31 Polaków i dwóch Żydów. W gronie ofiar znalazło się dwadzieścioro dzieci poniżej 18. roku życia. Najmłodsza ofiara masakry liczyła 7 miesięcy, najstarsza – ok. 70 lat.
Podawane w rozmaitych źródłach informacje nt. personaliów i wieku ofiar różnią się od siebie w niektórych szczegółach. Poniższą listę sporządzono na podstawie danych zawartych w monografii Cena Poświęcenia. Zbrodnie na Polakach za pomoc udzielaną Żydom w rejonie Ciepielowa autorstwa Jacka A. Młynarczyka i Sebastiana Piątkowskiego (Kraków 2007) oraz publikacji Represje za pomoc Żydom na okupowanych ziemiach polskich w czasie II wojny światowej pod redakcją Martyny Grądzkiej-Rejak i Aleksandry Namysło (Warszawa 2019). Najważniejsze rozbieżności ze starszymi źródłami wskazano w uwagach.
| Rodzina Kowalskich | Rodzina Kosiorów   | Rodzina Obuchiewiczów | Inni                             |
| ------------------ | ------------------ | --------------------- | -------------------------------- |
| Adam (47 l.)       | Władysław (42 l.)  | Piotr (52 l.)         | Mężczyzna narodowości żydowskiej |
| Bronisława (40 l.) | Karolina (40 l.)   | Helena (35 l.)        | Mężczyzna narodowości żydowskiej |
| Janina (16 l.)     | Aleksander (18 l.) | Władysław (6 l.)      |                                  |
| Zofia (12 l.)      | Tadeusz (16 l.)    | Zofia (4 l.)          |                                  |
| Stefan (6 l.)      | Władysław (14 l.)  | Janina (2 l.)         |                                  |
| Henryk (4 l.)      | Mieczysław (12 l.) | Chłopiec (6 mies.)    |                                  |
| Tadeusz (1 r.)     | Irena (10 l.)      |                       |                                  |
|                    | Adam (6 l.)        |                       |                                  |

| Rodzina Skoczylasów        | Rodzina Kosiorów  | Inni                    |
| -------------------------- | ----------------- | ----------------------- |
| Piotr                      | Stanisław (40 l.) | Henryka Kordula (10 l.) |
| Leokadia (12 l.)           | Zofia (40 l.)     |                         |
| Marianna Kiścińska (70 l.) | Jan (10 l.)       |                         |
|                            | Mieczysław (8 l.) |                         |
|                            | Marian (4 l.)     |                         |
|                            | Teresa (2 l.)     |                         |

## Epilog
Wieczorem 6 grudnia tłumacz z posterunku w Górkach Ciepielowskich przybył do sołtysa Mirowskiego ze Starego Ciepielowa i przekazał mu polecenie zorganizowania pochówku ofiar masakry. Rozkaz o tej samej treści otrzymał również sołtys Rekówki. Następnego dnia mieszkańcy obu wsi wydobyli ze zgliszcz szczątki zamordowanych i zgodnie z niemieckim poleceniem pogrzebali je w dołach wykopanych w pobliżu spacyfikowanych gospodarstw.
Kilkunastoletni Jan Kowalski, który jako jedyny ze swojej rodziny przeżył mord w Starym Ciepielowie, był przez długi czas zmuszony ukrywać się przed Niemcami.
Egzekucje w Starym Ciepielowie i Rekówce były największymi, lecz nie jedynymi zbrodniami popełnionymi przez ciepielowskich żandarmów w celu zastraszenia miejscowej ludności. 7 grudnia Niemcy rozstrzelali w Świesielicach 14 osób, w tym kobiety i dzieci. Zbrodni tej dokonano w odwecie za współpracę mieszkańców wsi z ruchem oporu. Następnego dnia żandarmi ponownie pojawili się w Świesielicach, gdzie zamordowali Mariannę Skwirę, zaangażowaną wraz z mężem w akcję pomocy żydowskim uciekinierom. Swoistym uwieńczeniem akcji represyjnej był mord dokonany około 11 stycznia 1943 we wsi Zajączków. Żandarmi z Górek Ciepielowskich zamordowali wówczas wdowę Stanisławę Wołowiec, jej cztery córki w wieku od 6 miesięcy do 12 lat, parobka Franciszka Zaborskiego oraz Józefa Jelonka z sąsiedniego Niemieryczowa (szwagra Stanisławy). Zbrodni dokonano w odwecie za pomoc udzielaną żydowskim uciekinierom przez rodzinę Wołowców. Seria egzekucji wymierzonych w mieszkańców wsi z okolic Ciepielowa była jedną z największych zbrodni popełnionych przez Niemców na Polakach, którzy udzielali pomocy Żydom.
Niemiecka akcja represyjna odbiła się szerokim echem w okolicy i przyczyniła się do znacznego ograniczenia pomocy udzielanej Żydom . Niechęć miejscowej ludności do wspierania uciekinierów wzrosła jeszcze bardziej, gdy w lutym 1943 grupa Chila Brawermana zabiła trzech Polaków oskarżonych o współpracę z Niemcami. W rezultacie zdecydowana większość Żydów ukrywających się w lasach wokół Ciepielowa nie zdołała przeżyć wojny. W samym Ciepielowie przetrwał jedynie Dawid Sankowicz, którego przez cały okres okupacji przechowywał w swej stodole polski szewc Stanisław Lewandowski .
Żaden ze sprawców mordu w Starym Ciepielowie i Rekówce nie został po wojnie pociągnięty do odpowiedzialności karnej.

## Upamiętnienie

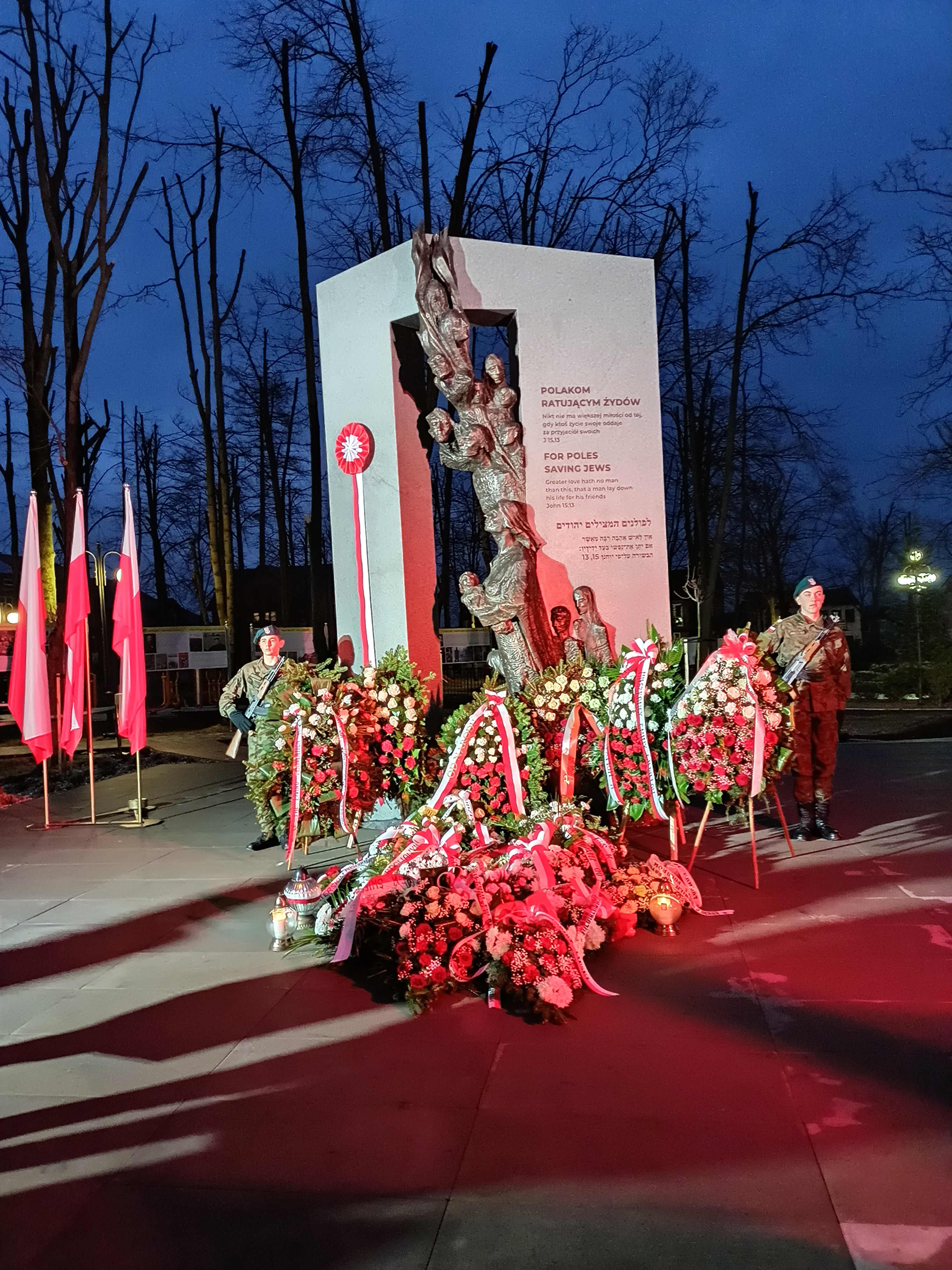
Pomnik Polaków ratujących Żydów w Ciepielowie

Po wojnie szczątki zamordowanych zostały ekshumowane i przeniesione do masowego grobu ofiar niemieckiego terroru, znajdującego się w Starym Ciepielowie przy drodze prowadzącej do Tymienicy.
Historię polskich rodzin ze Starego Ciepielowa i Rekówki zamordowanych za pomoc Żydom przedstawiono w fabularyzowanym filmie dokumentalnym Historia Kowalskich z 2009 roku (reż. Arkadiusz Gołębiewski, Maciej Pawlicki).
Postanowieniem prezydenta RP Lecha Kaczyńskiego z dnia 19 października 2009 małżeństwa Kowalskich, Kosiorów i Obuchiewiczów ze Starego Ciepielowa oraz małżeństwo Kosiorów z Rekówki zostały pośmiertnie odznaczone Krzyżem Komandorskim Orderu Odrodzenia Polski.
W marcu 2012 roku Narodowy Bank Polski wprowadził do obiegu monety okolicznościowe upamiętniające trzy polskie rodziny zamordowane za pomoc Żydom – Kowalskich ze Starego Ciepielowa, Ulmów z Markowej oraz Baranków z Siedlisk.
24 marca 2025 r. w Ciepielowie został odsłonięty pomnik upamiętniający zamordowanych Polaków.